# Kazeyomi
Albums de Māya Sakamoto
30Minutes Night Flight
(2007) Everywhere
(2010)
Singles
1. Kazemachi Jet / Spica
Sortie : 2006
2. Saigo no Kajitsu / Mitsubachi to Kagakusha
Sortie : 2007
3. Triangler
Sortie : 2008
4. Ame ga Furu
Sortie : 2008

Kazeyomi (かぜよみ) est le 6e album de Māya Sakamoto, sorti sous le label Victor Entertainment le 14 janvier 2009 au Japon. Il sort en format CD et CD+DVD.

## Présentation
Cet album a atteint la 3e place du classement de l'Oricon. Il se vend à 36 061 exemplaires la première semaine et reste classé pendant sept semaines, pour un total de 53 246 exemplaires vendus. Le DVD de l'édition limitée contient trois clips Saigo no Kajitsu, Triangler et Ame ga Furu. Il contient les quatre singles Kazemachi Jet / Spica, Saigo no Kajitsu / Mitsubachi to Kagakusha, Triangler et Ame ga Furu.

## Liste des titres
| 1.  | Vento                                                                | Mina Kubota    | Mina Kubota                       | Mina Kubota      | 1:39 |
| 2.  | Triangler (トライアングラー)                                         | Gabriela Robin | Yōko Kanno                        | Yōko Kanno       | 4:39 |
| 3.  | Kazemachi Jet ~ kazeyomi edition (風待ちジェット ~ kazeyomi edition) | Māya Sakamoto  | Syoko Suzuki                      | Syoko Suzuki     | 4:20 |
| 4.  | Remedy                                                               | Māya Sakamoto  | solaya                            | solaya           | 4:34 |
| 5.  | Ame ga Furu (雨が降る)                                               | Māya Sakamoto  | Cano Caoli                        | Neko Saito       | 5:18 |
| 6.  | Get No Satisfaction!                                                 | Māya Sakamoto  | Kitagawa Katsutoshi (ROUND TABLE) | Shin Kono        | 4:15 |
| 7.  | Ao no Ether (蒼のエーテル)                                           | Māya Sakamoto  | Yōko Kanno                        | Yōko Kanno       | 4:01 |
| 8.  | Shitsuren Cafe (失恋カフェ)                                          | Māya Sakamoto  | TABO                              | Taichi Nakamura  | 4:16 |
| 9.  | Sonic Boom (SONIC BOOM)                                              | Māya Sakamoto  | Yuichi Ichikawa                   | Yuichi Ichikawa  | 4:23 |
| 10. | Peanuts (ピーナッツ)                                                 | Māya Sakamoto  | BARGAINS                          | BARGAINS         | 3:40 |
| 11. | Saigo no Kajitsu (さいごの果実)                                      | Māya Sakamoto  | Shoko Suzuki                      | Neko Saito       | 4:50 |
| 12. | Colors                                                               | Tim Jensen     | ACO                               | Shin Kono        | 4:25 |
| 13. | Kazamidori (カザミドリ)                                              | Māya Sakamoto  | Haruna Yokota                     | Zentaro Watanabe | 4:54 |
| 14. | Guitar Hiki ni Naritai na (ギター弾きになりたいな)                   | Māya Sakamoto  | Tomoki Kanda                      | Tomoki Kanda     | 2:54 |

| 1. | Saigo no Kajitsu (さいごの果実) |  |
| 2. | Triangler (トライアングラー)    |  |
| 3. | Ame ga Furu (雨が降る)          |  |